# Werner Steffan
Otto Werner Steffan (* 26. Dezember 1890 in Wiesloch; † 8. August 1973 in Konstanz) war ein deutscher Konteradmiral der Kriegsmarine.

## Leben
Werner Steffan trat am 3. April 1907 in die Kaiserliche Marine ein und wurde am 27. September 1913 Oberleutnant zur See. Später war er auf der Eber eingesetzt und kam bis September 1914 als Wachoffizier auf die Cap Trafalgar. Als Mitte September 1914 der Hilfskreuzer Cap Trafalgar auf den britischen Hilfskreuzer Carmania traf, kam es zu einem Gefecht, in dessen Folge die Cap Trafalgar sank. Die Besatzung wurde in Argentinien interniert. Steffan war dort bis März 1917 interniert, konnte aber dann aus der Internierung fliehen. Von Anfang Januar 1918 bis Dezember 1918 war er als Oberleutnant zur See mit der Wahrnehmung der Geschäfte des Marineattachés Spanien beauftragt. Im Dezember 1918 wurde er gemeinsam mit dem deutschen Botschaftspersonal aus Spanien ausgewiesen. Ab Januar 1919 war ein Vertreter für ihn bis Kriegsende in Spanien tätig. Am 17. März 1918 war er zum Kapitänleutnant ernannt worden.
Nach dem Krieg wurde er in die Reichsmarine übernommen und hier am 1. Oktober 1926 Korvettenkapitän. 1926 war er in den Stab der 1. Division (Wehrkreiskommando I) kommandiert. 1931 war er Kommandeur der II. Marineartillerieabteilung in Wilhelmshaven.
Steffan wurde am 30. Juni 1933 für den Posten als Marineattaché nominiert und am 1. Oktober 1933 dann Marineattaché an der Deutschen Botschaft in Stockholm notifiziert. Vom 1. Oktober 1933 bis Juni 1937 war er, bevor er die Dienststelle an Reimar von Bonin übergab, auch Marineattaché für Estland. Ab 1934 wurde er von Berlin aus als Repräsentant der Abwehr für den Raum Skandinavien, eingesetzt. Hier bestand sein Auftrag in der nachrichtendienstlichen Ausspähung der Häfen und Schifffahrtslinien seines Gastlandes und warb Informanten für die Abwehr an. Einer seiner wichtigsten Nachrichtenzuträger war der Organisator des „Stahlhelms“ in Schweden, Hermann Bolte (* 1891). Am 1. April 1934 wurde er zum Kapitän zur See befördert. Zeitgleich war er in Stockholm von Juli 1935 bis 1938 Luftattaché, welcher 1938 durch Jens Peter Petersen abgelöst wurde. Bis Oktober 1939 blieb Steffan Marineattaché, welcher auch für Norwegen und Dänemark verantwortlich war. Anschließend blieb er nur noch Marineattaché Schweden und wurde am 1. November 1939 Konteradmiral. Anfang April 1940 wurde Steffan aufgrund des politischen Druckes des schwedischen Außenministers als Marineattaché, hauptsächlich wegen des begangenen Vertrauensmissbrauchs und der gegen ihn vorgebrachtem Vorwurfs der nachrichtendienstlichen Tätigkeit im Gastland abberufen. Der Oberbefehlshaber der Marine musste letztendlich der Abberufung zustimmen, um die von Schweden aus für die deutsche Rüstungsindustrie erfolgten Rohstofflieferungen nicht noch weiter zu gefährden. Sein Dienst als Marineattaché endete am 30. April 1940. Abgelöst wurde er im Amt des Marineattachés durch Korvettenkapitän Paul von Wahlert.
Mit seiner Rückkehr nach Deutschland war Steffan von Juli 1940 bis August 1940 erst in Vertretung Admiral der Kriegsmarinedienststelle Danzig. Anschließend war er regulär bis Juni 1944 Admiral der Kriegsmarinedienststelle Danzig, zu diesem Zeitpunkt wurde die Dienststelle umgestellt und fortan nur noch durch einen Chef geführt. Ab 1. September 1942 war er z. V. gestellt. Nach seiner erfolgten Abberufung schied er im Sommer 1944 aus dem aktiven Wehrdienst aus.
Am 9. März 1922 heiratete er in Berlin-Lichterfelde Hertha von Grapow (* 1893), Tochter von Max von Grapow und seiner Frau Leonore und verwitwete von Heider.